# Блокування російських транспортних засобів

Блокування російських фур — акція з блокування російських фур в Україні. Розпочалася 11 лютого 2016 року в Закарпатській області. 12 та 13 лютого до акції приєдналися активісти із Волинської, Рівненської та Житомирської областей. Станом на 14 лютого до блокади приєдналися 9 областей. Є частиною більш загальної Російсько-української транзитної війни. Із 16 лютого почалося взаємне часткове розблокування автотранспорту.
За повідомленням Геннадія Москаля за 20 грудня із Закарпаття в сторону Росії проїхало 76 вантажівок, але до Закарпаття не в’їхала жодна.

## Причини виникнення
Постійні економічні війни з Росією. Остання з них — заборона транспортування українських товарів автомобільними перевезеннями з 1 січня 2016 року територією Росії. На початку 2016 року Польща не підписала з Росією договір про автомобільні перевезення і заборонила в'їзд російських вантажівок до країни. Тому російські перевізники вирішили постачати власні товари в обхід Польщі — через Україну, а потім через Словаччину та Угорщину. Вже ранком 11 лютого на пропускному пункті «Ужгород» утворилася велика черга з російських фур. Причина черг — прискіпливий огляд словацьких митників. Українська сторона для прискорення випуску автомобілів залучила більше працівників.

## Хід кампанії

### Блокування фур в Закарпатській області
Зранку 11 лютого 2016 року на україно-словацькому кордоні скупчилася значна кількість російських фур. Під вечір активісти із «Карпатської Січі» оголосили про створення блок-постів для недопущення російського транспорту на територію області. Блокувати розпочали біля села Нижні Ворота Воловецького району. За словами активіста Тараса Деяка владі «дали час» до 18-00 «подати заяву з відповідними вимогами до Верховної Ради та Кабміну. В свою чергу останнім даємо час до вечора понеділка, 15 лютого, на законодавчому рівні ухвалити рішення щодо заборони торгової діяльності Росії на території України». У випадку прийняття вимог владою, активісти пообіцяли зменшити кількість блокувальників, щоб зменшити напруження в країні через блокування. Інакше пообіцяли всеукраїнську блокаду трас.

### Приєднання до блокувань Волинської області
12 січня 2016 року волинські активісти приєдналися до акції. Вони блокують російські вантажівки біля села Гірники.

### Приєднання до блокувань Рівненщини
12 січня до блокувань приєдналися активісти Рівненщини..

### Приєднання до блокувань Житомирської області
12 січня 2016 року координатор ГО «Рух Автомайдан Житомир» Валерій Арушанян розмістив на своїй сторінці у фб звернення до поліції та СБУ з вимогою заборонити рух російських фур Житомирською областю, «як таких, що загрожують територіальній цілісності та суверенітету України». Він проінформував, що активісти мають намір блокувати російські вантажівки в районі пропусного пункту «Виступовичі».
Вранці 13 лютого розпочалося блокування російських фур силами активістів «Руху Автомайдан Житомир», Цивільного корпусу «Азов» та ГО «Атошник». Кількість активістів близько десятка чоловік. Після обіду до них приєдналися представники Житомирської Самооборони.

### Приєднання до блокади Чернігівщини
14 лютого Чернігівська область приєдналася до блокади, того дня було не пропущено 16 російських «фур». Блок-пост встановлено біля Батурина, на трасі "Київ-Москва". 16 лютого було заблоковано 4 фури на трасі "Чернігів – Нові-Яриловичі".

### Приєднання до блокувань Буковини
На українсько-румунському кордоні при в'їзді і виїзді з пункту пропуску «Порубне» активісти протягом 14-15 лютого заблокували 63 російські фури.

### Приєднання до блокувань Одещини
15 лютого одеські активісти долучилися до блокування російських вантажівок.

### Приєднання до блокувань Полтавщини
15 лютого у Полтаві активісти почали блокувати російські вантажівки — блокпост розгорнули поблизу Селещинського повороту на трасі Київ-Харків.

## Реакція

### З української сторони
12 лютого Геннадій Москаль, керівник Закарпатської облдержадміністрації, підтримав активістів. Він повідомив, що готує звернення до Уряду України щодо блокування фур. «Або ми з Росією воюємо, або торгуємо» — заявив він.
Рефат Чубаров підтримав акцію. Він закликав провести переговори із активістами громадянського суспільства з Естонії, Латвії, Литви та Білорусі, щоб заручитися їхньою підтримку. Ізоляцію Росії Чубаров пропонує до тих пір, коли останній російський солдат покине територію України.
14 лютого увечері ЗМІ повідомили, що уряд питання про російські фури буде обговорювати 15 лютого. До консультацій також залучать представників ЄС.
15 лютого Україна тимчасово призупинила дію транзитних дозволів, виданих  для вантажних автомобілів з реєстрацією в Російській Федерації, що тягне за собою тимчасове припинення транзитних перевезень вантажними автомобілями РФ територією України. 

З 25 лютого Кабміном відновлено транзит для російських транспортних засобів, а міністр транспорту Андрій Пивоварський вніс пропозицію до МВС щодо супроводу російських вантажівок підрозділами Нацгвардії.

### З російської сторони
Було зроблено низку заяв — Жириновським та іншими політиками щодо неприпустимості таких дій України (в той же час не згадуючи, що першою транзитну війну розпочала саме Росія). Вже 14 лютого в Брянській області російська поліція почала затримувати українські вантажівки. В російській поліції коментувати затримання вантажівок відмовилися. Пізніше, 14 лютого, на сайті Мінтрансу РФ було опубліковано заяву, що українські вантажівки блокуються в Росії як відповідь на українські блокування.